# BFG: ビッグ・フレンドリー・ジャイアント
『BFG: ビッグ・フレンドリー・ジャイアント』（原題: The BFG）は、スティーヴン・スピルバーグ監督による2016年のアメリカ合衆国のファンタジー映画。
『チャーリーとチョコレート工場』や『マチルダ』の原作者として知られるイギリス児童文学作家ロアルド・ダールの『オ・ヤサシ巨人BFG』を原作としている。

## あらすじ
ある日の真夜中、ロンドンの児童養護施設で暮らす少女ソフィーは巨人BFGによって巨人の国に連れ去られる。
BFGはソフィーが巨人を見たことを大人たちに告げることを恐れていて、彼女は「誰にも言わない」と返答するがBFGは聞く耳を持たない。ソフィーはBFGの家で暮らし始めるが、家の外には人間を好物にしているマルノミたち9人の巨人が居座り、巨人の中では小柄なBFGをいじめていた。
BFGはソフィーを守るため、彼女を自分の仕事場に隠して「夢探し」の仕事に向かおうとするが、その話を聞いたソフィーもBFGに同行する。マルノミたちから逃げた2人は夢を捕まえ、人間に夢を見せるためロンドンに向かう。しかし、ソフィーが落とした毛布がマルノミたちに見付かってしまい、BFGは彼女を守るためロンドンに残していこうとする。彼女はそれを断り巨人の国に戻ろうとするが、BFGは過去に自分と親しくなり「BFG」の名前を名付けてくれた子供がマルノミたちに食べられたことを語り、その場を立ち去る。残されたソフィーはBFGの心に語りかけ、戻ってきたBFGと共に巨人の国に戻り、マルノミたちを倒そうと提案する。
BFGの仕事場で2人は対策を考えるが、そこにマルノミたちが現れてソフィーを探し始める。仕事場を荒らされたBFGは何とかマルノミたちを追い返す。BFGの仕事場に掲げてあったヴィクトリア女王の肖像画を見つけたソフィーはBFGと共にマルノミたちを倒すアイディアを思いつく。
2人は「マルノミたちに子供が食べられる夢」を作り出し、ロンドンのバッキンガム宮殿にいる女王（エリザベス2世）に夢を見せ、マルノミたちを倒すための協力を依頼する。女王は2人の頼みを聞き入れ、（自身が最高司令官を務める）イギリス軍を巨人の国に同行させる。
2人は眠っている巨人たちに悪夢を見せるが、夢を体内に取り入れなかったマルノミはソフィーを食べようとする。しかし、BFGが駆け付けてソフィーは逃げ出すことに成功し、マルノミは悪夢に混乱している巨人たちと共にヘリコプター部隊によって捕獲され、誰も近付けない遠方の孤島に隔離される。
マルノミたちを倒したBFGは巨人の国で野菜や果物を育てて暮らし、ソフィーは女王に仕えるメアリーの元で暮らし始める。

## キャスト
※括弧内は日本語吹替
- BFG / ビッグ・フレンドリー・ジャイアント - マーク・ライランス（山路和弘[6]）
- ソフィー - ルビー・バーンヒル（英語版）（本田望結[7]）
- 女王 - ペネロープ・ウィルトン（鈴木弘子）
- マルノミ（フレッシュランピーター） - ジェマイン・クレメント（山野井仁）
- メアリー - レベッカ・ホール（山田里奈）
- Mr.ティブズ - レイフ・スポール（小林親弘）
- チダラリン（ブラッドボトラー） - ビル・ヘイダー（落合弘治）
- ツブシー（メイドマッシャー）、料理人 - オラフル・ダッリ・オラフソン（中村大樹）
- ハグリン（マンハガー）、酔っ払い - アダム・ゴドリー（佐々木啓夫）
- ニクスキー（ブッチャーボーイ）、デンマーク人運転手 - マイケル・デヴィッド・アダムスウェイト（英語版）（田尻浩章）
- ガブリン（ボーンクランチャー）、酔っ払い - ダニエル・ベーコン（宗矢樹頼）
- ペロリン（チャイルドチュワー）、パブの店主 - ジョナサン・ホームズ（斎藤志郎）
- ゴックリン（ギザードガルパー）、深夜の散歩者 - クリス・ギブス（石住昭彦）
- ダラリー（ミートドリッパー）、酔っ払い - ポール・モニツ・デ・サ（北村謙次）
- 児童養護施設の院長 - マリリン・ノリー（英語版）

## 製作

### 企画

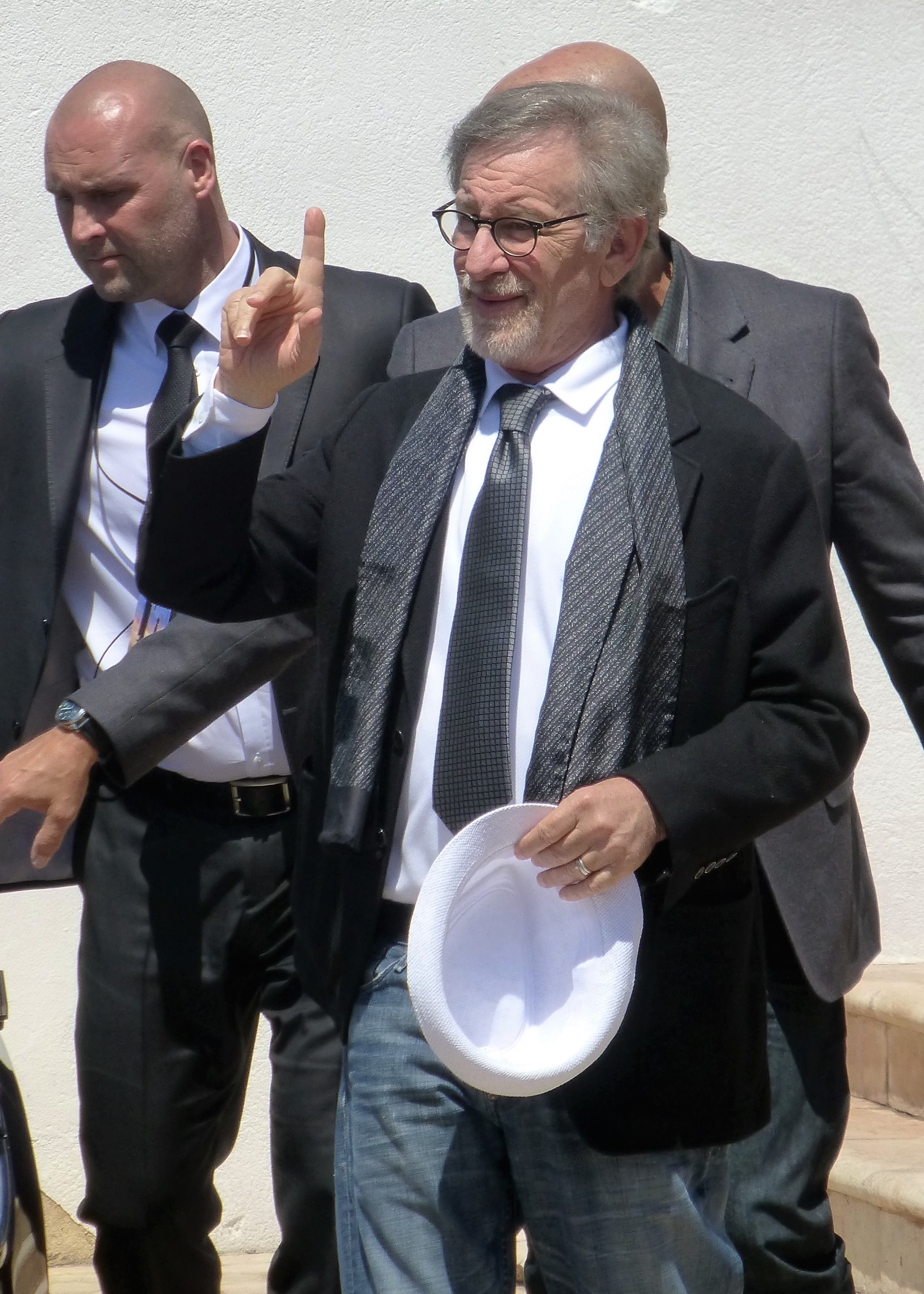
スティーヴン・スピルバーグ

1991年にプロデューサーのフランク・マーシャルとキャスリーン・ケネディは、『オ・ヤサシ巨人BFG』を映画化する企画をパラマウント映画に持ち込んだ。1998年にロビン・スウィコードとニコラス・カザンが脚本を執筆し、製作側はロビン・ウィリアムズを主演に起用するために交渉に入った。しかし、製作総指揮のマイケル・シーゲルは、脚本の読み合わせに参加したウィリアムズを見て「驚くほど失望した」という。それは、ウィリアムズの即興的なスタイルが、BFGの独自の言語に合わないためだった。シーゲルは、「ロビンは即興で演技していたが、それはとても不器用で、彼も見た目よりも難しいと感じていた」と語っている。脚本は2001年までの間にグイン・ローリーによって書き直され、修正された内容は、原作者ロアルド・ダールの権利を管理するダール財団からも肯定された。テリー・ジョーンズとエド・ソロモンも脚本の草稿を練っており、その後脚本は開発地獄に陥り、パラマウントは映画化の権利をダール財団に返上している。
2011年9月にドリームワークスが映画化の権利を取得し、マーシャルとケネディは脚本家としてメリッサ・マシスンを起用した。当初、監督にはジョン・マッデンが予定されていたが、2014年4月にスティーヴン・スピルバーグが監督に起用され、マッデンはシーゲルと共にプロデューサーとして製作に参加することになった。ケネディは元々スピルバーグに監督を打診するつもりでいたが、脚本が具体的な形に仕上がるまで打診を躊躇っていたという。スピルバーグは、「『BFG』は30年以上にわたり、多くの家庭と子供たちを魅了してきました。ダール財団が、この古典的な物語を私たちに託してくれたことを光栄に思います」とコメントしている。
2015年3月にドリームワークス、ウォールデン・メディア、アンブリン・エンターテインメントが共同制作することに合意した。1か月後にはウォルト・ディズニー・スタジオが製作に加わり、ウォルト・ディズニー・ピクチャーズが中心となって製作されることになった。3月23日から6月12日にかけてカナダ・バンクーバーで主要撮影が行われた。視覚効果はWETAデジタルが担当している。

### キャスティング
2014年10月にマーク・ライランスが主役に起用された。スピルバーグは『ブリッジ・オブ・スパイ』の撮影中に、同作に出演したライランスに本作への出演を打診していた。ライランスについて、スピルバーグは「マークは変形的な俳優です。彼と一緒にジャイアント・カントリーを旅することに、とても興奮しています。彼のキャリアの全ては勇敢な選択をすることにあり、『BFG』を次のパフォーマンスに選んでくれたことを光栄に思います」とコメントしている。ライランスはモーションキャプチャを通してBFGを演じている。11月中旬、10歳の学生ルビー・バーンヒルがソフィー役のオーディションを受けたことが報じられた。12月16日にオーディションの結果が発表され、バーンヒルがソフィー役に起用された。スピルバーグは、「ルビー・バーンヒルの中に素敵なソフィーを見付けました」とコメントしている。
2015年3月27日にビル・ヘイダーの出演が発表された。4月13日にはペネロープ・ウィルトン、レベッカ・ホール、ジェマイン・クレメント、マイケル・デヴィッド・アダムスウェイト、ダニエル・ベーコン、クリス・ギブス、アダム・ゴドリー、オラフル・ダッリ・オラフソン、ジョナサン・ホームズ、ポール・モニツ・デ・サの出演が発表された。

## 公開
2016年5月14日に第69回カンヌ国際映画祭のコンペティション部門で初上映された。7月1日からアメリカで公開され、ドリームワークスの国際パートナーであるミスター・スミス・エンターテインメントがヨーロッパ、中東、アフリカの配給を行い、それ以外の全地域をウォルト・ディズニー・スタジオ・モーション・ピクチャーズが配給した。7月22日からは、エンターテインメント・ワン・フィルムがイギリスでの配給を開始した。7月29日からはリライアンス・エンターテインメントがインドでの配給を開始した。

## 評価

### 興行収入

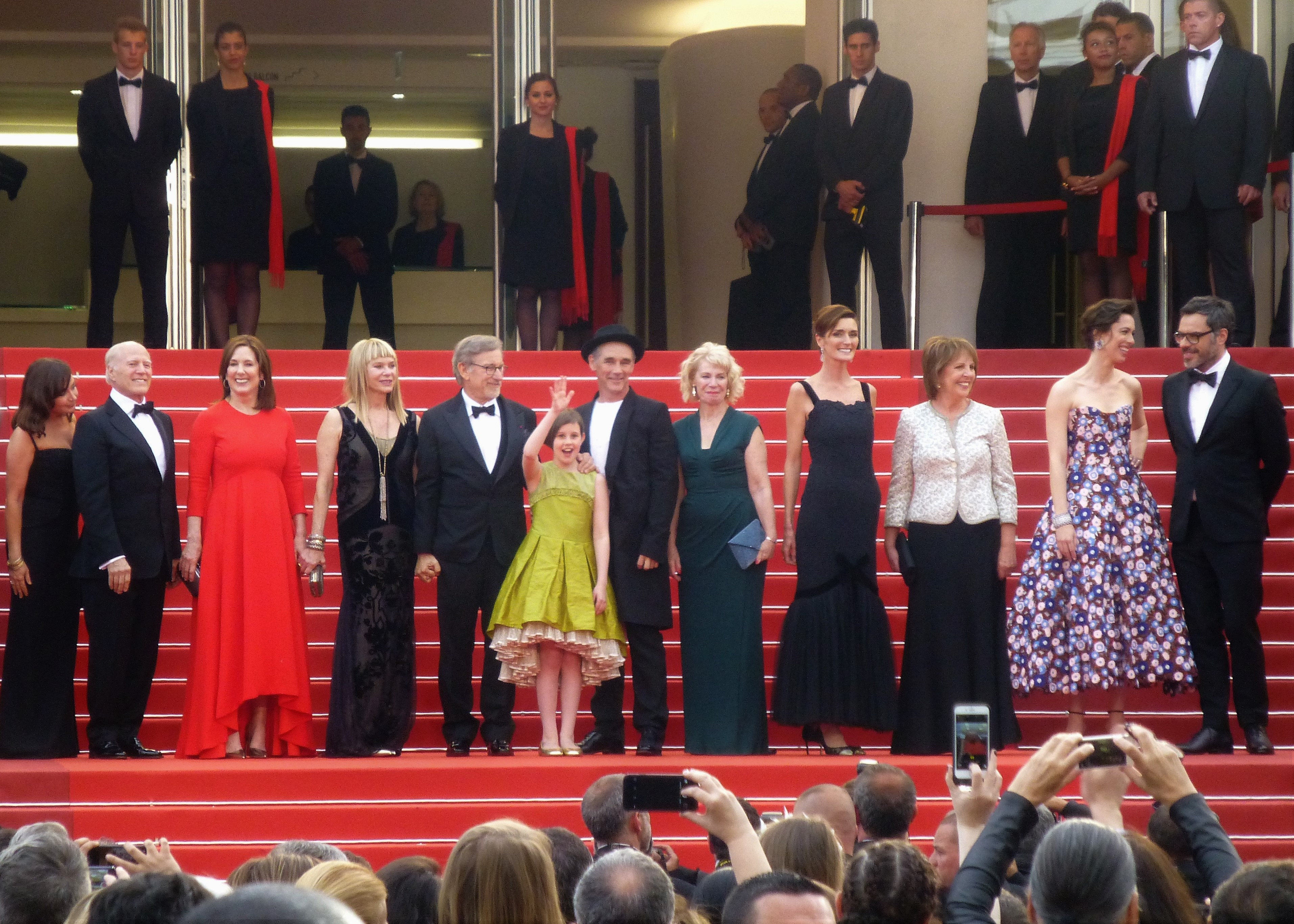
第69回カンヌ国際映画祭でのスタッフ・キャスト

北米では『ターザン:REBORN』『パージ:大統領令』と同日公開となり3,357スクリーンで上映され、公開初週の興行収入は2,200万から3,200万ドルと予想された。本作は、同じくウォルト・ディズニー製作の『ファインディング・ドリー』との間で、ファミリー層の取り込むために競合していた。プレミア上映では77万5,000ドルの収益しか上げられなかったが、夜間の上映でファミリー向け映画を鑑賞する人が少ないことを考慮すると、特別低い興行成績ではないと指摘されている。公開初日には700万ドルの収益を挙げ、公開週末の興行収入は1,860万ドルを記録した。
北米では、映画のパフォーマンスの低さから興行収入は製作費を下回ると予想された。これに対し、ディズニーの配給担当デヴィッド・ホリスは北米での上映数が少ないことを理由に挙げ、映画は国際市場で収益を挙げると反論している。2016年の独立記念日は休日ではなかったため、興行収入は390万ドルに留まった。同日にオーストラリア・ロシアで公開され、オーストラリアでは初日に200万ドルの収益を挙げてランキング第3位となり、ロシアでは『チャーリーとチョコレート工場』『戦火の馬』の記録を上回る190万ドルの収益を挙げ、ランキング第2位となった。原作の知名度が高いイギリスでは、690万ドルの興行収入を記録している。中国では1,380万ドルの収益を上げたが、「大人が鑑賞するには幼稚過ぎる」というレビューが目立った。
本作はスピルバーグ監督作品の中で最も低い興行収入を記録した作品だが、ハリウッド・リポーターは『シビル・ウォー/キャプテン・アメリカ』『ファインディング・ドリー』の収益によって本作の出した損失分を補うことができると指摘している。また、ディズニーが被った損失は、9,000万ドルから1億ドルになるという指摘もされている。

### 批評

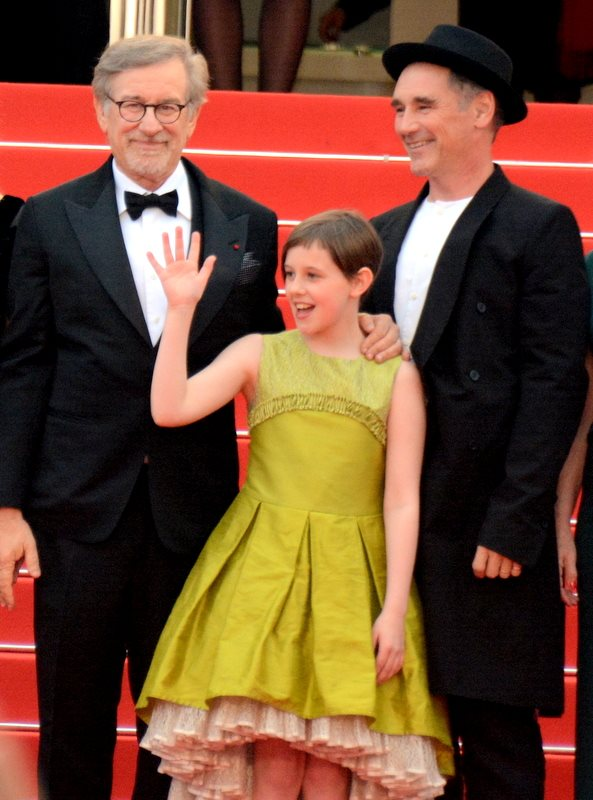
スピルバーグ、バーンヒル、ライランス

Rotten Tomatoesには267件のレビューが寄せられ、支持率75%、平均評価6.8/10となっており、「『BFG』はロアルド・ダールの古典の暗い要素を最小限に抑え、上質で視覚的に素晴らしく、大成功を収めたファミリー・アドベンチャー映画です」と批評されている。Metacriticでは47件の批評に基き66/100のスコアを与え、CinemaScoreでは「A-」評価となっている。
ロサンゼルス・タイムズのジャスティン・チャンは、「パフォーマンス・キャプチャ技術と無敵のスクリーン・プレゼンスの華麗なアマルガム」と批評した。フォーブス誌のスコット・メンデルソンは、「チャーミングで知的、そして気の利いたアドベンチャー映」と批評し、ライランスとバーンヒルの演技を評価した。デイリー・テレグラフのロビー・コリンは、本作を「重要な映画技術の業績」と呼び、「モーション技術はライランスのパフォーマンスの幅を拡大した」とコメントした。
ハリウッド・リポーターのトッド・マッカーシーは、『E.T.』と比較して「著しく魅力的ではない」と批評した。一方、バラエティ誌のピーター・ダブローグも同作と比較して、「スピルバーグの素晴らしい映画は、全ての年齢層が映画史上最も魅力的な友情を観ることを可能にした」と批評している。ニューヨーク・タイムズのA・O・スコットは「以前のスピルバーグ映画よりも興奮に欠けるが、特殊効果は絶妙なもの」と評価した。
ザ・ニューヨーカーのリチャード・ブロディーは、「楽しい行進、魔法的な処方箋だが、スピルバーグは観客を啓蒙すことに関心がなく、消費するだけです」と批評した。シカゴ・サンタイムズのリチャード・ローパーは、「技術的には印象深いが、不気味で退屈、気まぐれで面白いものではない」と批評し、「『BFG』をもう一度観なければならないのならば、その前に全てのスピルバーグの過去作品を観るべきです」とコメントした。批評家コール・スミシーは五ツ星満点中一ツ星を与え、「狂ったアニメーション」を批判した。

### 受賞・ノミネート
| 受賞とノミネート                     | 受賞とノミネート                   | 受賞とノミネート                                                                                    | 受賞とノミネート | 受賞とノミネート | 受賞とノミネート |
| 映画賞                               | 部門                               | 対象                                                                                                | 結果             | 出典             |                  |
| ------------------------------------ | ---------------------------------- | --------------------------------------------------------------------------------------------------- | ---------------- | ---------------- | ---------------- |
| アニー賞                             | 実写映画におけるアニメーション効果 | クロード・シッター、ベンジャマン・フォークマン ゲイリー・ボイル、デヴィッド・カイロ、ルーク・ミラー | ノミネート       | [ 65 ]           |                  |
| 英国子供アカデミー賞                 | キッズ賞                           | BFG: ビッグ・フレンドリー・ジャイアント                                                             | ノミネート       | [ 66 ] [ 67 ]    |                  |
| 英国イヴニング・スタンダード映画賞   | 俳優賞                             | マーク・ライランス                                                                                  | ノミネート       | [ 68 ]           |                  |
| ゴールデン・トマト・アワード         | ファミリー・キッズ映画賞           | BFG: ビッグ・フレンドリー・ジャイアント                                                             | 第5位            | [ 69 ]           |                  |
| ロンドン映画批評家協会賞             | 子役賞                             | ルビー・バーンヒル                                                                                  | ノミネート       | [ 70 ]           |                  |
| サテライト賞                         | オリジナル・スコア賞               | ジョン・ウィリアムズ                                                                                | ノミネート       | [ 71 ]           |                  |
| サテライト賞                         | 特殊効果賞                         | BFG: ビッグ・フレンドリー・ジャイアント                                                             | ノミネート       | [ 71 ]           |                  |
| サターン賞                           | ファンタジー映画賞                 | BFG: ビッグ・フレンドリー・ジャイアント                                                             | ノミネート       | [ 72 ]           |                  |
| サターン賞                           | 監督賞                             | スティーヴン・スピルバーグ                                                                          | ノミネート       | [ 72 ]           |                  |
| サターン賞                           | 脚本賞                             | メリッサ・マシスン                                                                                  | ノミネート       | [ 72 ]           |                  |
| サターン賞                           | 主演男優賞                         | マーク・ライランス                                                                                  | ノミネート       | [ 72 ]           |                  |
| サターン賞                           | 若手俳優賞                         | ルビー・バーンヒル                                                                                  | ノミネート       | [ 72 ]           |                  |
| サターン賞                           | 音楽賞                             | ジョン・ウィリアムズ                                                                                | ノミネート       | [ 72 ]           |                  |
| サターン賞                           | 編集賞                             | マイケル・カーン                                                                                    | 受賞             | [ 72 ]           |                  |
| サターン賞                           | プロダクション・デザイン賞         | リック・カーター、ロバート・ストロンバーグ                                                          | 受賞             | [ 72 ]           |                  |
| サターン賞                           | 衣装デザイン賞                     | ジョアンナ・ジョンストン                                                                            | ノミネート       | [ 72 ]           |                  |
| サターン賞                           | 特殊効果賞                         | ジョー・レッテリ、ジョエル・ウィスト                                                                | ノミネート       | [ 72 ]           |                  |
| ワシントンD.C.映画批評家協会         | モーション・キャプチャ俳優賞       | マーク・ライランス                                                                                  | 受賞             | [ 73 ]           |                  |
| 女性映画批評家協会                   | アニメ賞                           | BFG: ビッグ・フレンドリー・ジャイアント                                                             | ノミネート       | [ 74 ]           |                  |
| ワールド・サウンドトラック・アワード | 作曲家賞                           | ジョン・ウィリアムズ （『スター・ウォーズ/フォースの覚醒』と同時ノミネート）                        | ノミネート       | [ 75 ]           |                  |